# Aleksandra Sulikowska-Bełczowska
Aleksandra Sulikowska-Bełczowska, wcześniej Aleksandra Sulikowska-Gąska (ur. 1974) – polska historyczka sztuki, bizantynolożka, doktor habilitowana.

## Życiorys
Ukończyła studia w zakresie historii sztuki na Uniwersytecie Warszawskim (1998). Doktorat Spory o ikony na Rusi w XV i XVI wieku (5 maja 2004) pod kierunkiem Barbary Dąb-Kalinowskiej w Instytucie Historii Sztuki UW. Habilitacja tamże w 2014. Profesor uczelni w Katedrze Historii Sztuki Dawnej Instytutu Historii Sztuki Uniwersytetu Warszawskiego. W latach 2008–2012 w Instytucie Historii Sztuki pełniła funkcję wicedyrektora ds. studenckich. Od 2020 kieruje Katedrą Historii Sztuki Dawnej. W 1998 rozpoczęła pracę w Muzeum Narodowym w Warszawie, gdzie opiekuje się kolekcją nubijską, koptyjską, etiopską oraz kolekcją ikon i rzemiosła bizantyjskiego. Od czerwca 2020 na stanowisku kuratora Zbiorów Sztuki Starożytnej i Wschodniochrześcijańskiej w MNW. Zajmuje się ruskim i rosyjskim malarstwem ikonowym, sztuką cerkiewną w państwie polsko-litewskim i w Rzeczypospolitej, problemami sztuki pogranicza Wschodu i Zachodu, kulturą staroobrzędowców. Jej prace dotyczą także zabytków nubijskich, zwłaszcza malowideł z Faras.

## Wybrane publikacje
- Hodegetria: ikony i przedstawienia maryjne z kolekcji Muzeum Narodowego w Warszawie: 8 listopada 2001 – 13 stycznia 2002, Warszawa: Muzeum Narodowe 2001.
- Ikony: przedstawienia maryjne z kolekcji Muzeum Narodowego w Warszawie: katalog zbiorów, red. nauk. katalogu Aleksandra Sulikowska, Warszawa: Muzeum Narodowe 2004.
- (współautorzy: Mirosław Piotr Kruk, Marcin Wołoszyn), Sacralia ruthenica: early Ruthenian and related metal and stone items in the National Museum in Cracow and the National Museum in Warsaw, tł. Anna Kinecka oraz Alicja Brodowicz-Transue i Jadwiga Szczupak, Warszawa: Państwowe Muzeum Archeologiczne 2006.
- Spory o ikony na Rusi w XV i XVI w., Warszawa: Wydawnictwa Uniwersytetu Warszawskiego 2007.
- Rome, Constantinople and Newly-Converted Europe: archeological and historical evidence, ed. by Maciej Salamon, Marcin Wołoszyn in coop. with Matthias Hardt, Mirosław P. Kruk, Aleksandra Sulikowska-Gąska, Kraków – Leipzig: Geisteswissenschaftliches Zentrum Geschichte und Kultur Ostmitteleuropas 2012.
- Ciała, groby i ikony: kult świętych w ruskiej tradycji literackiej i ikonograficznej, Warszawa: Fundacja „Ars Auro Prior” – Wydawnictwo Neriton 2013.
- Galeria Faras im. Profesora Kazimierza Michałowskiego: przewodnik, tekst gł., red. nauk. Bożena Mierzejewska, aut. not o zabytkach Bożena Mierzejewska, Aleksandra Sulikowska, Tomasz Górecki, Warszawa: Muzeum Narodowe, 2014.
- The Icon Debate. Religious Images in Russia in the 15th and 16th Centuries, transl.K. Kościuczuk, Frankfurt am Main, 2016.